# Pseudocyclosorus tylodes
Pseudocyclosorus tylodes är en kärrbräkenväxtart som först beskrevs av Kze., och fick sitt nu gällande namn av Ren-Chang Ching. Pseudocyclosorus tylodes ingår i släktet Pseudocyclosorus och familjen Thelypteridaceae. Inga underarter finns listade.